# Cristianisme a Etiòpia
El cristianisme a Etiòpia data de l'antic Regne d'Aksum, quan el rei Ezana va adoptar per primera vegada la fé.
El cristianisme representa al voltant del 60% de la població d'Etiòpia, segons el cens de 1994. Els membres de l'Església ortodoxa de Tewahedo etíop representen el 50% de la població. La resta de cristians són principalment protestants, però també membres d'altres esglésies ortodoxes o catòliques.

## Història

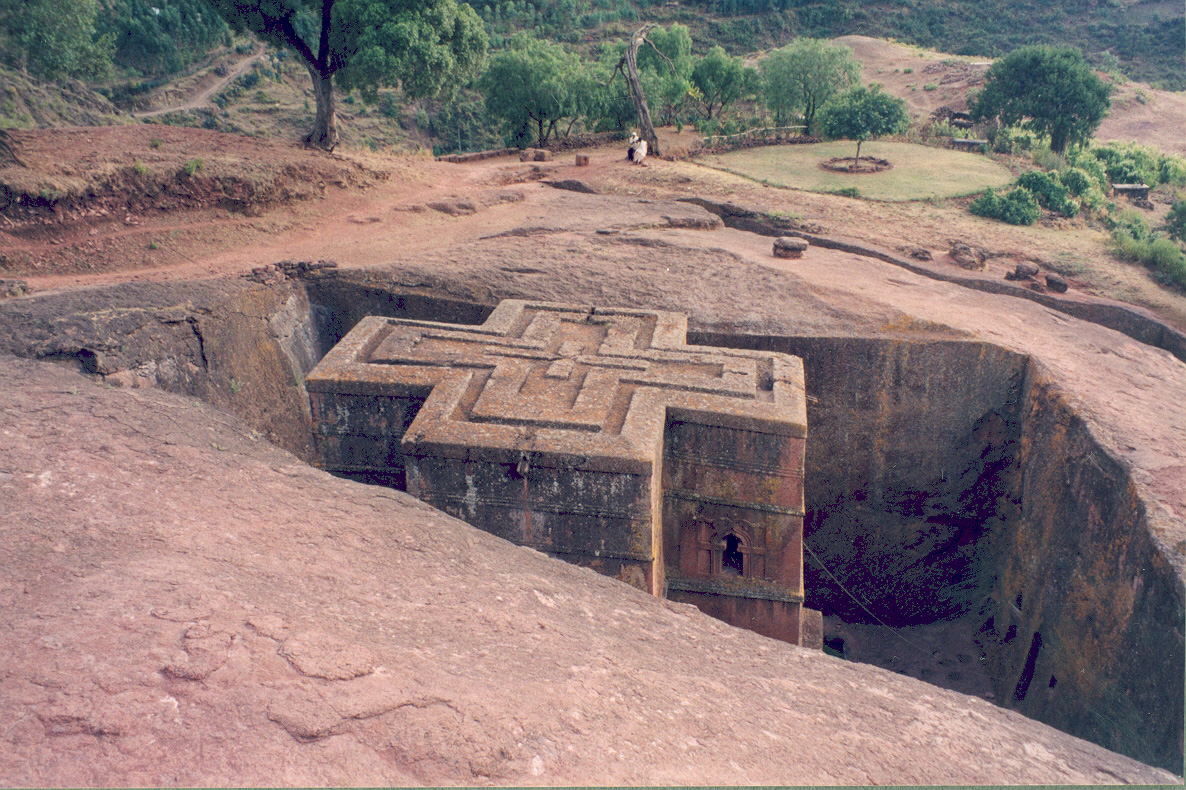
Lalibela és una ciutat monàstica del nord d'Etiòpia, a l'estat federat d'Amhara. La seva població en el 2005 era de 14.668 habitants, 7.049 homes i 7.619 dones. És la segona ciutat santa del país, després d'Axum, i és per això un important centre de peregrinació.

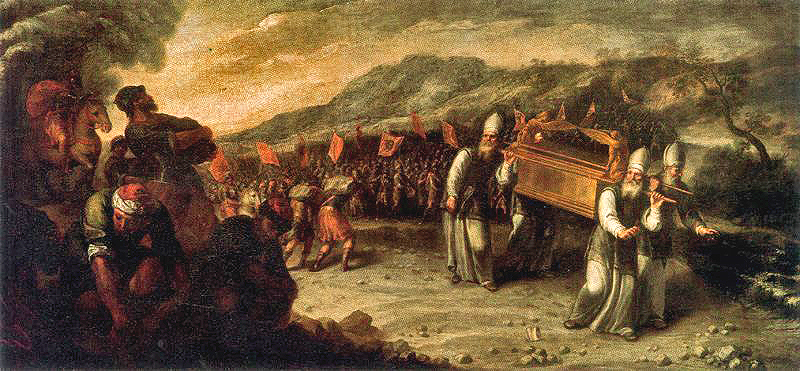
Es representa, amb figures de cànon allargat com és habitual en l'artista, el pas de l'Arca de l'Aliança portada per quatre sacerdots hebreus, per la llera seca del riu Jordà, a causa de la intervenció divina.

Al segle IV Etiòpia adopta el cristianisme com a principal cultura, esdevenint la segona civilització que ho fa, essent posterior a Armènia, que l'imposa com a religió. Es creu que en època dels apòstols el cristianisme arriba a la ciutat etíop d'Axum. Oficialment, es creu que va ser Sant Frumenci qui va portar el missatge de Déu a Etiòpia des de Roma. Però va ser més complicat, ja que va ser emboscat i esclavitzat juntament amb el seu germà pel rei d'Axum d'aquell moment. Allà, van servir de copers fins a la mort del governant, que els atorgà la llibertat. Tot i ser lliures, la reina els va demanar que restessin en el país per fer de tutors de l'hereu d'Axum, Ezana. En haver d'educar al futur emperador, els va donar peu a expressar obertament la seva religió, i així van començar a cristianitzar diversos etíops. Quan Ezana creix, el germà de Frumenci torna a Alexandria, la seva ciutat, i demanà al governador Atalasia que enviés a un bisbe a continuar l'expansió de la seva religió. Aquest va pensar que el més correcte era convertir Frumenci i que continués ell mateix el que havia començat. Així doncs, amb l'ajuda d'alguns missioners comencen a expandir i a expressar amb més intensitat les seves creences. Va tenir molta efectivitat, es van construir moltes esglésies i fins i tot el mateix rei va ser batejat. A partir d'aquest moment, el cristianisme seria la religió oficial del país.
Fins i tot es creu que la mateixa Arca de l'Aliança, que conté els Deu manaments atorgats a Moisès pel mateix Déu està guardada allí. Aquesta creença prové de quan la reina de Sabà va quedar-se embarassada del rei Salomó. Diversos anys després, el seu fill, anomenat Menelik I, amb l'excusa que el rei Salomó era el seu pare, però no l'havia criat, es va veure amb dret a robar l'Arca de l'Aliança custodiada al temple de Salomó. I des d'aquell moment es creu que l'arca resideix a l'església de Tsion Mariam, i és vigilada per un home que té com a objectiu custodiar l'arca fins a la seva mort, que serà succeït per una altra persona.